# 양산 원효암 석조약사여래좌상과 복장유물
양산 원효암 석조약사여래좌상과 복장유물(梁山 元曉庵 石造藥師如來坐像과 腹藏遺物)은 대한민국 경상남도 양산시 원효암에 있는 불상 과 복장유물이다. 2005년 7월 21일 경상남도의 유형문화재 제430호로 지정되었다.

## 개요
석조약사여래좌상을 본존불로, 좌측에 관음과 우측에는 지장보살을 협시로 두었다. 불상조성기를 통해 원래 통도사 약사전에 봉안되었던 불상이 이곳 원효암으로 옮겨왔다는 사실을 확인 할 수 있었다. 이 불상은 파손이나 도금의 박락없이 대체로 양호한 상태이다.
불상 밑바닥 가운데에는 복장공이 마련되어 있고, 입구는 현재 한지를 붙여 두었다. 복장물은 사찰에서 이미 개봉하여따로 보관해 두고 있고, 그 내용물은 불상조성기를 비롯하여 인쇄본 다라니, 약재, 동제후령통과 후령통 내에 오곡, 오색사 등 다양한 봉안물이 포함되어 있다.
이 중 동제후령통은 인쇄본 다라니 뭉치에 쌓여져 있었다. 원통형의 후령통은 동판으로 이어 제작하였고, 바닥도 따로 만들어 마감하였다. 후령통의 뚜껑 역시 동판과 후혈을 꽂은 개부로 이루어져 있었는데, 동판 접합부분이 떨어졌으며, 후혈은 오색실에 감겨 있다. 후령통 외면 중앙에 묵서로‘北’의 방위가 표시되어 있다.
후령통 안에는 한지에 쌓인 물품(오보병)이 차곡차곡 층을 이뤄 봉안되었고, 맨 윗단 아래에 오방경의 하나인 원형동판이 있었다. 일반적으로 후령통 내 오보병은 중앙을 중심으로 네 곳에 물품을 나누어 봉안하는데, 층을 이루는 것은 이 후령통 봉안방식의 특징이라 할 수 있다.
맨 윗 단의 한지에는 적색 천조각과 함께 동제 삼각경, 약재, 곡식, 紙製의 五蓋가 싸여 있었고, 그리고 그 아래 동제 원형경이 놓여져 있었다. 그 아래의 두 번째 층은 윗 칸과 달리 곡식, 주색으로 범자를 적은 긴 한지조각과 수정조각을 황색천 조각으로 싸고 다시 한지로 싸 두었으며, 이 한지 주머니 아래에는 주색으로 범자를 적은 긴 한지조각이 접쳐서 놓여 있었다.
그 아래 세 번째 층은 약재를 싼 황색주머니를 한지로 한번 더 싸서 봉안하였으며, 가장 아래는 자색의 비단조각, 오색실, 수정조각, 紙製의 五蓋, 紙製의 오채번, 紙製의 오저가 한지에 싸여 있었다.
이 복장물은 범자가 적힌 한지 조각이나 오방경의 일부가 따로 층 사이에 들어가 있는 것으로 볼 때 후대에 복장물을 개봉하는 과정에서 내용물의 일부가 교란되었을 가능성이 있는 것으로 생각된다.

## 참고 문헌
- 양산 원효암 석조약사여래좌상과 복장유물 - 국가유산청 국가유산포털